# Ribera Steakhouse
Ribera Steakhouse (ステーキハウス リベラ Stēkihausu Ribera) es un restaurante steakhouse de lucha libre profesional, boxeo y de artes marciales mixtas japonés. Tiene dos ubicaciones, la original en Gotanda y una segunda, con un restaurante de mayor capacidad en Shimomeguro. Es conocido por ser el restaurante favorito de los luchadores profesionales cuando están de gira en Tokio, un Rito de paso en la comunidad de la lucha libre. Además, algunos luchadores reciben como obsequio una chaqueta satinada Ribera Steakhouse por parte de los dueños del restaurant.

## Historia
Stan Hansen señalo a Bruiser Brody como el primer luchador norteamericano en descubrir el restaurante. A fines de los '70 y comienzos de los '80, los luchadores estadounidenses que se encontraban en Japón comenzaron a frecuentar el lugar cuando se encontraban en Tokio. Con el paso del tiempo, el propietario del restaurante comenzó a decorar las paredes de este con fotos de los diferentes luchadores que asistían al establecimiento. El propietario gira estas fotografías para correlacionarlas con los luchadores que actualmente se encuentran gira por el país. Luego, también fue decorado con diferente memorabilia, como campeonatos y trofeos.
Los propietarios de Ribera Steakhouse le obsequian a algunos clientes seleccionados la Chaqueta Ribera Steakhouse. Esta chaqueta es satin, acompañada con el logo de un toro en el pecho. Road Warrior Animal popularizó el uso de la chaqueta con pantalones Zubaz. Más tarde, se transformó en un rito de iniciación para los luchadores estadounidenses el ir al restaurante y recibir su chaqueta. Ricky Fuji ha dicho que Ribera significa en inglés "Soy un luchador y he estado en Japón".
El restaurante ofrece bistecs al estilo de Nueva York en tres tamaños: 1/2 libra, 1 libra y 1 1/2 libra, y acompañamientos como maíz, arroz, ensalada y sopa. También hay un desafío de comer Ribera Akebono. El retador debe comer 1,35 kilogramos de bistec y varias guarniciones en menos de 30 minutos para ganar 10.000 yenes (aproximadamente 98 dólares estadounidenses a partir de noviembre de 2015).
Se construyó una segunda ubicación más grande en Shimomeguro , y está dirigida por el hijo del propietario de la ubicación original.